# DJ Sharpnel
DJ Sharpnel ist ein Künstlername der japanischen Musiker Jea und Lemmy. Über ihr Dōjin-Label Sharpnelsound veröffentlichen sie Alben ihrer Happy-Hardcore-, Speedcore-, Gabber- und Trance-Werke.

## Entstehung und Musikrichtung
DJ Sharpnel entstand, als Jea sich dem Project Gabbangelion anschloss und diese später das Album „Sharpnel vs. Project Gabbangelion“ herausbrachten. DJ Sharpnels Tracks sind oft mit japanischer Popmusik oder gesprochenen Samples aus verschiedenen Anime aufgehellt.
Ein Großteil der verkauften Sharpnel Sound Schallplatten, sowie Verwaltung durch den Online-Radiosender hardrave, ist durch Guhroovy, einem primär-Hardcore-Plattenladen, der sich in Shibuya befindet und von DJ Chucky vertrieben wird. Abgesehen von ihrer produktiven Diskographie hat DJ Sharpnel auch Tracks für andere japanische Marken wie Maddest Chickn'dom, Ravin Beatz Japan und Gabba Disco produziert.

## Aliases
DJ Sharpnel hat verschiedene Künstlernamen für ihre Veröffentlichung verwendet, je nach den spezifischen Stil des Tracks oder Albums. Die wichtigsten Aliases waren „DJ Sharpnel“ (Standard Hardcore und Happy Hardcore-Stil, mit Lemmy) und „Killingscum“ (Terror, Speedcore, Breakcore und Stil, nur mit Jea). SHARPNEL.NET ist der Name für das kollaborative „Performance-Projekt“ des Sharpnelsound Label mit Jea als Live-DJ und Lemmy als Live VJ. Nach ihrer MySpace-Seite, ist DJ Sharpnel der Name auf den produzierten Alben, Killingscum der Name wenn Jea Solo-Auftritte hat. Neben Killingscum benutzt Jea den Namen „DJ Jea“.
Andere Gruppen Aliases wurden verwendet, wenn Jea und Lemmy mit anderen Künstlern zusammengearbeitet haben z. B. Project Gabbangelion (mit Jea, Viscion und Tangion) und High Speed Music Team Sharpnel (mit Jea, La-Quebrata, Jun-Q, Quebradora, und Lemmy).

## Diskografie
DJ Sharpnel’s Diskografie ist umfangreich, mehr als 50 Alben, bei denen sie beigetragen haben, und mindestens zehn Alben, auf denen ihre eigenen Songs sind. Für die meisten Alben in der SRPC-Serie gab es zwei Versionen. Die erste Version war eine CD-R, die auf der Comiket ausgegeben wurde, und eine zweite, bedruckte Version, die in Geschäften verkauft wurden. Die CD-R Versionen sind in kleineren Mengen produziert worden und sind deshalb auch seltener und haben in der Regel eine etwas andere Tracklist als die Kauf-Version.
| Nummer    | Titel                                                             | Datum             | Anmerkungen                                                                                          |
| --------- | ----------------------------------------------------------------- | ----------------- | --- |
| SRPC-0001 | Sharpnel vs Project Gabbangelion                                  | 16. August 1998   | |
| SRPC-0002 | ダブル ダッチ (Englisch: Double Dutch)                            | Oktober 1998      | Sehr limitiert                                                                                       |
| SRPC-0003 | フロム・ザ・はあと 地獄編 (Englisch: From The Heart Compilation)  | Dezember 1998     | |
| SRPC-0004 | アタック ザ シャープネル (Englisch: Attack The Sharpnel)          | August 1999       | Doppel-CD Album                                                                                      |
| SRPC-0005 | レイヴ☆スペクター (Englisch: Rave☆Specter)                        | 31. Dezember 1999 | |
| SRPC-0006 | Endless Summer                                                    | 13. August 2000   | |
| SRPC-0007 | Genesis:0                                                         | 30. Dezember 2000 | Das Album verwendet das Alias „Neon Genesis Gabbangelion“ in Anspielung auf Neon Genesis Evangelion. |
| SRPC-0008 | S.E.X. -Sound of EXtreme-                                         | 12. August 2001   | Dies ist das erste Album das den Namen „DJ Sharpnel“ verwendet.                                      |
| SRPC-0009 | p2p. ピアッツーピアッ! (Englisch: P2P Peer-To-Peer!)              | 30. Dezember 2001 | |
| SRPC-0010 | X-Rated -クロスレートっ!- (Englisch: X-Rated -Cross Rate!-)       | 11. August 2002   | |
| SRPC-0011 | Early Style of Otakuspeedvibe 1996-1998                           | Oktober 2002      | Compilation der Project Gabbangelion Tracks.                                                         |
| SRPC-0012 | PPPH – Phat, Pinky, Powerful&Hard!!                               | 30. Dezember 2002 | |
| SRPC-0013 | Anime Gabba it!                                                   | 17. August 2003   | |
| SRPC-0014 | No Style? No Policy!?                                             | 12. Dezember 2003 | Unter Jea’s „Killingscum“ Alias erschienen.                                                          |
| SRPC-0015 | Sharpnelsound Collection -One-                                    | Mai 2004          | Sammlung von älteren Tracks.                                                                         |
| SRPC-0016 | 悩殺! ハードブレイク (English: Bewitching! Hardbreak)             | 15. August 2004   | |
| SRPC-0017 | UG☆Psyclone                                                       | 30. Dezember 2004 | |
| SRPC-0018 | Yonderdome                                                        | 14. August 2005   | CD mit den Tracks der ersten 7 Alben                                                                 |
| SRPC-0019 | Mad Breaks                                                        | 14. August 2005   | |
| SRPC-0020 | Brain Violation.感脳侵食                                          | 13. August 2006   | |
| SRPC-0021 | オタクオーバークロックス21 (Englisch: Otaku Overclocks)           | 31. Dezember 2006 | |
| SRPC-0022 | ランニング★オールナイトッ!! (Englisch: Running All Night)         | 31. Dezember 2007 | |
| SRPC-0023 | 二次元サティスファクション (Englisch: 2 Dimensional Satisfaction) | 16. August 2008   | |
| SRPC-0024 | 妄殺オタクティクス (Englisch: Delusion O-Tactics)                 | 15. August 2009   | |
| SRPC-0025 | Sharpnelsound Collection Vol.2                                    | 30. Dezember 2009 | |
| SRPC-0026 | Cyclick                                                           | 14. August 2010   | |
| SRPC-0027 | 危ないベースライン (Englisch: Baseline Crisis)                    | 13. August 2011   | |